# Theskelomensor lizardensis
Theskelomensor lizardensis är en snäckart som först beskrevs av Ludwig Pfeiffer 1863.  Theskelomensor lizardensis ingår i släktet Theskelomensor och familjen Helicarionidae. Inga underarter finns listade i Catalogue of Life.